# Выборы губернатора Ярославской области (2022)
Выборы губернатора Ярославской области состоялись 9—11 сентября 2022 года.

## Предшествующие события
12 октября 2021 года президент Российской Федерации Владимир Путин принял отставку по собственному желанию губернатора Ярославской области Дмитрия Миронова, и назначил его своим помощником. В тот же день глава государства назначил врио губернатора региона Михаила Евраева.

## Ход выборов
Избирательная комиссия Ярославской области зарегистрировала пять кандидатов на выборы губернатора региона 2022 года. Врио областного главы Михаил Евраев зарегистрировался в качестве самовыдвиженца. Помощник депутата Ярославской областной думы Михаил Попов — от КПРФ. Безработный Константин Тукеев — представил на выборах Российскую партию пенсионеров за социальную справедливость. Заместитель главного врача по административно-хозяйственным вопросам в частной больнице «РЖД-Медицина» Игорь Милорадов — «Коммунистов России». Заместитель директора в ООО «Сельскохозяйственная промышленная компания „Авангард“», депутат Ярославской областной думы Владимир Смирнов — ЛДПР.

## Результаты выборов
Явка на выборах губернатора Ярославской области 2022 года составила 26,66 %. В регионе была использована система дистанционного электронного голосования. Победу на выборах одержал действующий врио губернатора Ярославской области Михаил Евраев с результатом 82,31 %. За Михаила Парамонова от КПРФ проголосовало 6,14 % избирателей. Владимир Смирнов от ЛДПР получил 4,17 % голосов. Представитель «Коммунистов России» Игорь Милорадов набрал 3,42 %. За кандидата от Российской партии пенсионеров за социальную справедливость Константина Тукеева проголосовало 2,09 % избирателей.
| Место | Место | Кандидат          | Голосов | %     |
| ----- | ----- | ----------------- | ------- | ----- |
|       | 1.    | Михаил Евраев     | 217 995 | 82,31 |
|       | 2.    | Михаил Парамонов  | 16 263  | 6,14  |
|       | 3.    | Владимир Смирнов  | 11 055  | 4,17  |
|       | 4.    | Игорь Милорадов   | 9059    | 3,42  |
|       | 5.    | Константин Тукеев | 5538    | 2,09  |